# Tamira Paszeková
Tamira Paszeková, nepřechýleně Tamira Paszek (* 6. prosince 1990 Dornbirn) je rakouská profesionální tenistka. Hraje pravou rukou, bekhendem obouruč. Ve své dosavadní kariéře na okruhu WTA Tour vyhrála tři singlové turnaje. V rámci okruhu ITF získala do července 2012 dva tituly ve dvouhře a dva ve čtyřhře.
Na žebříčku WTA byla ve dvouhře nejvýše klasifikována v únoru 2013 na 26. místě a ve čtyřhře pak v květnu 2013 na 96. místě. Trénuje ji v Tanzanii narozený otec Ariff Mohamed, žijící v Kanadě a rumunský tenista Andrei Pavel.
V juniorské kategorii se probojovala do finále dvouhry ve Wimbledonu 2005 a na US Open 2006. V obou případech odešla poražena. Ve fedcupovém týmu Rakouska debutovala v roce 2005. Do září 2012 v něm nastoupila k devíti mezistátním utkáním s bilancí 4–9 ve dvouhře a 1–1 ve čtyřhře.

## Tenisová kariéra
V září 2005 získala první titul na okruhu ITF v bulharské Sofii. V říjnu stejné sezóny obdržela divokou kartu do rakouského turnaje WTA Tour Generali Ladies Linz, kde v úvodním kole porazila Jelenu Vesninovou a ve druhé fázi nestačila na Srbku Anu Ivanovićovou.
Premiérový singlový titul na okruhu WTA Tour vyhrála na portorožském Banka Koper Slovenia Open poté, co ve finále porazila šestou nasazenou Italku Mariu Elenua Camerinovou 7–5 a 6–1. Zvítězila tak při svém třetím startu na události WTA a stala se také nejmladší vítězkou sezóny 2006, respektive zařadila mezi deset nejmladších v otevřené éře tenisu. O měsíc později na Zürich Open s Camerinovou prohrála ve druhém kole kvalifikace.
Na ASB Classic 2008 v Aucklandu se probojovala do semifinále, v němž nestačila na zkušenou Američanku Lindsay Davenportovou 6–4, 6–3. 31. července 2008 vyhrála nad světovou jedničkou Anou Ivanovićovou ve třetím kole montréalského Rogers Cupu po třech sadách 6–2, 1–6, 6–2. Ve čtvrtfinále však skončila na raketě Viktorie Azarenkové výsledkem 6–4 a 7–5.

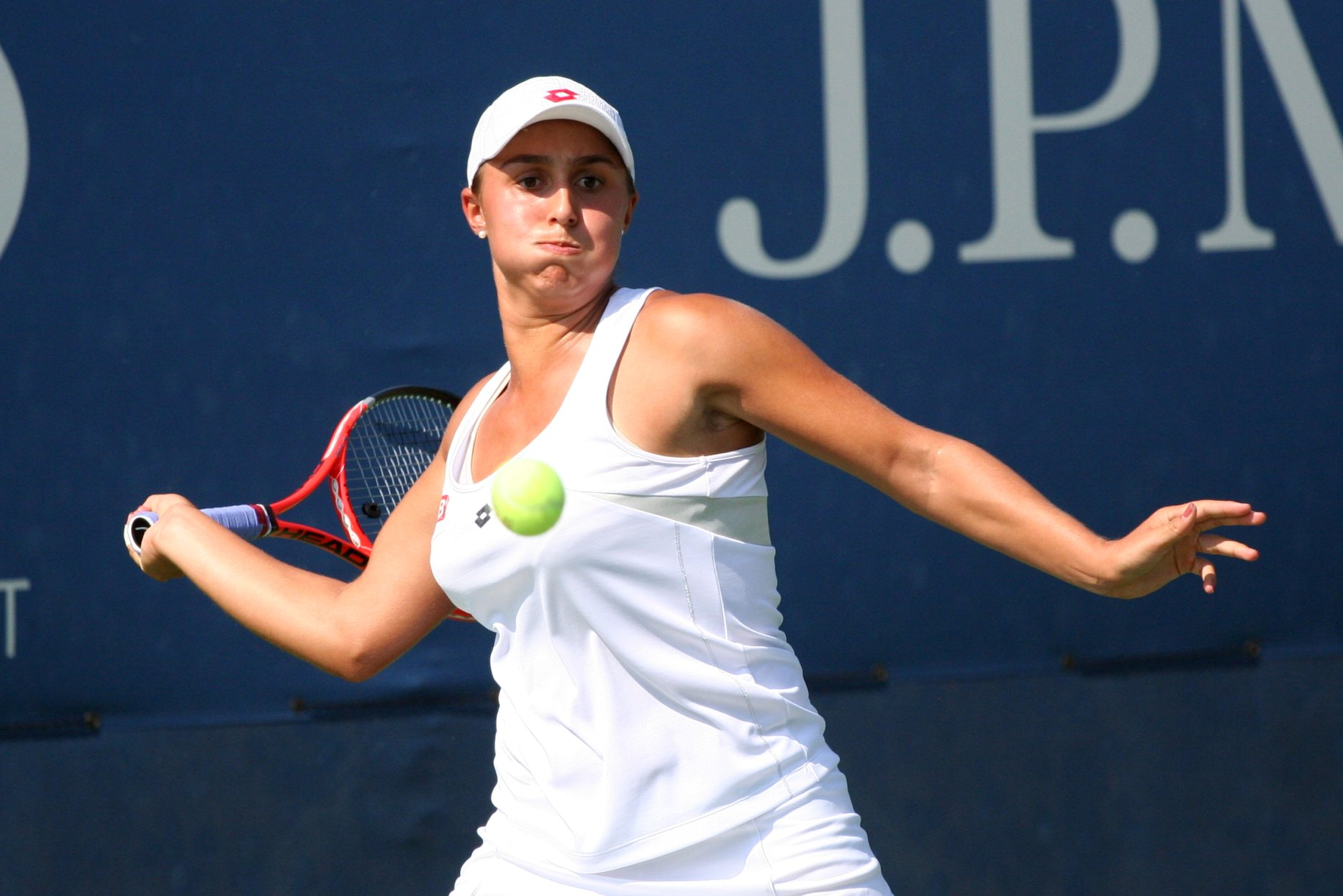
Tamira Paszeková na US Open 2010

Finále si zahrála na Commonwealth Bank Tennis Classic 2008 v indonéském Bali, kde vyřadila Italku Flavii Pennettaovou a turnajovou jedničku Daniela Hantuchovou. V boji o titul skončila na raketě Švýcarky Patty Schnyderové 3–6 0–6.
V sezóně 2009 ukončila spolupráci s trenérem Lari Passosem a novým koučem se stal Angel Giminez.
V září 2010 dosáhla na druhou turnajovou výhru WTA Tour, když ve finále québeckého Bell Challenge zdolala Američanku Bethanie Mattek-Sandsovou ve třech dějstvích.
Ve Wimbledonu 2011 porazila v bitvě třetího kola světovou sedmičku a nasazenou šestku Francescu Schiavoneovou. Utkání trvalo 3 hodiny a 42 minut. Celkově zahrála 40 vítězných míčů a 36 nevynucených chyb. Po výsledku 3–6, 6–4, 11–9 postoupila do osmifinále, kde přešla přes Rusku Xenii Pervakovou 6–2, 2–6, 6–3. Ve čtvrtfinále ji pak zdolala turnajová čtyřka Viktoria Azarenková.
Třetí singlový titul kariéry si připsala na trávě AEGON Internatiobal 2012 v Eastbourne, když ve finále zdolala Němku Angelique Kerberovou 5–7, 6–3, 7–5, přestože v rozhodující sadě prohrával již 3–5 a úspěšně odvrátila pět mečbolů soupeřky. Dobrou formu na trávě potvrdila zopakováním nejlepšího výsledku na grandslamu. V úvodním kole Wimbledonu 2012 si 27. června pod zataženou střechou centrálního dvorce poradila s bývalou světovou jedničkou a sedmou nasazenou Dánkou Caroline Wozniackou výsledkem 5–7, 7–6, 6–4. Utkání celkově trvalo 3 hodiny a 12 minut. Následně přešla přes Alizé Cornetovou 6–2, 6–1, Yaninu Wickmayerovou 2–6, 7–6(4), 7–5 a Robertu Vinciovou 6–2, 6–2 až do čtvrtfinále, stejně jako v předchozím ročníku.

## Finálové účasti na turnajích WTA Tour
| Legenda                                      |
| -------------------------------------------- |
| D – dvouhra; Č – čtyřhra                     |
| Grand Slam (0–0)                             |
| WTA Tour Championships (0–0)                 |
| Tier I / Premier Mandatory & Premier 5 (0–0) |
| Tier II / Premier (1–0 D)                    |
| Tier III, IV & V / International (2–1 D)     |

### Dvouhra: 4 (3–1)
| Stav       | Č. | Datum           | Turnaj                     | Povrch  | Finalistka                  | Výsledek         |
| ---------- | -- | --------------- | -------------------------- | ------- | --------------------------- | ---------------- |
| Vítězka    | 1. | 24. září 2006   | Portorož, Slovinsko        | tvrdý   | Maria Elena Camerinová      | 7–5, 6–1         |
| Finalistka | 1. | 8. září 2008    | Bali, Indonésie            | tvrdý   | Patty Schnyderová           | 6–3, 6–0         |
| Vítězka    | 2. | 19. září 2010   | Quebec, Kanada             | koberec | Bethanie Matteková-Sandsová | 7–6(6), 2–6, 7–5 |
| Vítězka    | 3. | 23. června 2012 | Eastbourne, Velká Británie | tráva   | Angelique Kerberová         | 5–7, 6–3, 7–5    |

## Postavení na žebříčku WTA ve dvouhře na konci roku
| Rok    | 2005 | 2006   | 2007  | 2008  | 2009   |
| Pořadí | 365. | ▲ 181. | ▲ 41. | ▼ 73. | ▼ 186. |